# W. Jasper Talbert
William Jasper Talbert (* 6. Oktober 1846 bei Edgefield, South Carolina; † 5. Februar 1931 in Greenwood, South Carolina) war ein US-amerikanischer Politiker. Zwischen 1893 und 1903 vertrat er den Bundesstaat South Carolina im US-Repräsentantenhaus.

## Werdegang
Jasper Talbert besuchte die öffentlichen Schulen in Greenwood und die Due West Academy in Abbeville. Danach absolvierte er das Erskine College. In der Endphase des Bürgerkrieges war er seit September 1864 Soldat in der Armee der Konföderierten Staaten. Nach dem Krieg war er in der Nähe von Parksville in der Landwirtschaft tätig.
Talbert war Mitglied der Demokratischen Partei.  Zwischen 1880 und 1883 saß er als Abgeordneter im Repräsentantenhaus von South Carolina; von 1884 bis 1888 gehörte er dem Staatssenat an. Danach leitete er zwischen 1891 und 1893 die staatliche Strafanstalt von South Carolina. Im Jahr 1892 war Talbert Delegierter zur Democratic National Convention in Chicago, auf der Ex-US-Präsident Grover Cleveland erneut als Präsidentschaftskandidat nominiert wurde. Außerdem bekleidete Talbert verschiedene Ämter in der Farmers’ Alliance.
1892 wurde er im zweiten Wahlbezirk von South Carolina in das US-Repräsentantenhaus in Washington, D.C. gewählt. Dort trat er am 4. März 1893 die Nachfolge von George D. Tillman an. Nach vier Wiederwahlen konnte er bis zum 3. März 1903 fünf zusammenhängende Legislaturperioden im Kongress absolvieren. In diese Zeit fiel der Spanisch-Amerikanische Krieg von 1898. Damals kamen auch das Königreich Hawaiʻi und die Philippinen unter amerikanische Verwaltung. Während seiner Zeit als Kongressabgeordneter war Talbert auch zwischen 1895 und 1900 Bürgermeister von Parksville. 1899 war er Präsident des regionalen Parteitags der Demokraten in South Carolina.
Im Jahr 1902 verzichtete Talbert auf eine weitere Kandidatur für den Kongress. Stattdessen strebte er erfolglos die Nominierung für die anstehenden Gouverneurswahlen an. Danach zog er sich aus der Politik zurück und arbeitete wieder in der Landwirtschaft in der Nähe von Parksville. Im Jahr 1927 zog er nach McCormick, wo er seinen Lebensabend verbrachte. Jasper Talbert starb am 5. Februar 1931 in Greenwood und wurde in Parksville beigesetzt.